# Vuelo Quimico (album)
Vuelo Quimico was het tweede studioalbum van Michel Huygen onder de naam Neuronium.

## Inleiding
Debuutalbum Quasar 2C361 bracht zowel geld in het laatje als optredens. Dat gaf de leden wat lucht, maar verder gaan als zelfstandig musicus was nog niet mogelijk; Huygen moest blijven werken in de zorg. Wel mocht Neuronium een tweede album opnemen, opnieuw in Barcelona maar nu in de EMI-studio en opnieuw voor Harvest Records Spanje. Voor wat betreft de muziek werden opnieuw overeenkomsten gezien met muziek van Tangerine Dream (albums Ricochet en Encore) en dan met name voor de lange tracks.
Als gastmusicus trad op Nico, zangeres van The Velvet Underground die een gedicht van Edgar Allen Poe opleest.
Het album werd opgedragen aan de mensen die de mysteries van de geest proberen te verkennen.

## Musici
- Michel Huygen - toetsen, synthesizer, stem
- Albert Giménez - gitaar, synthesizer (track 1.1B)
- Carlos Guirao - synthesizer, fluit, gitaar (track 1.1B en 1.1C)
- José Amado – percussie (track 1.1 en 2.1)
- C Ibrahim – zang (track 2.2)
- Nico – zang (track 2.2)
- A. Doménech – muzikaal leider, arrangement (2.2)

## Muziek
| Nr. | Titel                                                                                               | Duur  |
| --- | --------------------------------------------------------------------------------------------------- | ----- |
| 1.  | Abismos de Terciopelo (A: El regreso de Ganimedes, B:La Llamada del Vacio, C:Absimos de Terciopelo) | 19:55 |

| Nr. | Titel         | Duur  |
| --- | ------------- | ----- |
| 1.  | Viento solar  | 2:42  |
| 2.  | Vuelo quimico | 14:45 |

## Heruitgaven
In 1983 volgde al een heruitgave. In de jaren 90 zette Huygen het album zelf over naar Cd-r waarbij de cd’s handmatig genummerd werden. Ze kregen toen het stempel Oniria, de naam van zijn label in eigen beheer. In 1998 werd het samen met haar opvolger op cd uitgebracht. 
In 2003 is een beperkte oplage van 100 stuks uitgebracht. Deze cd-versie is digitaal verbeterd door Huygen zelf.
In november 2017 bracht Huygen het album opnieuw zelf uit, nu op elpee.